# Термит туркестанский
Термит туркестанский (Anacanthotermes turkestanicus) — вид термитов рода Anacanthotermes из семейства термиты-жнецы (Hodotermitidae). Обитает в степях, полупустынях, пустынях Средней Азии. Вредит постройкам и деревянным сооружениям.

## Распространение
Распространён в Средней Азии от Каспийского моря до Карадага и Памира и до Аральского моря (и, возможно, в Афганистане и Иране).

## Описание
Самки и самцы окрашены от красно-коричневого до тёмно-бурого цвета. Антенны 24-члениковые. Длина половых особей с крыльями 21—26 мм. Гнёзда, сооружаемые туркестанским термитом в почве (преимущественно под кустами), не имеют надземных сооружений. Основная масса кормовых и выводковых камер находятся на глубине 30—80 см, но максимальная глубина этих земляных термитников может достигать 11—15 метров и ограничивается уровнем залегания грунтовых вод.  
Термит туркестанский питается сухими стеблями и веточками растений, которых рабочие собирают в основном по ночам.
Сильно вредит постройкам и деревянным сооружениям человека, что стало особенно хорошо заметно во время землетрясения в Ашхабаде в 1948 году.

### Использованная литература
- Бей-Биенко. Г. Я. Общая Энтомология. М.: Высшая школа, 1980. — С. 171. ISBN ИБ № 2309
- Жужиков Д. П. Термиты СССР. — М.: Изд-во Моск. ун-та, 1979. — 225 с.

### Рекомендуемая литература
- Беляева Н.В. Морфология туркестанского термита Anacanthotermes turkestanicus Jacobs. (Hodotermitidae) // Тр. энтомол. сектора пробл. н.-и. лаб. по разработке методов борьбы с биол. поврежд. материалов биол.-почв. фак. Моск. ун-та. Вып. 2: Термиты. — М., 1972. — С. 5—34.
- Кучбаев А. Э., Жугимисов Т. И., Каримова P.P., Хамраев А. Ш., Троицкая Е. Н., Лебедева Н. И., Райма А. К. Оценка дифлубензуроновой и гексафлумуромовой приманок против термитов Anacanthotermes turkestanicus (Isoptera: Hodotermibdae) в полевых условиях. // Термиты Центральной Азии: биология, экология и контроль: Тез. докл. Межд. семинара 16-22 октября 2005, г. Хива. -Ташкент, 2005. — С. 29.
- Khamraev, A., Lebedeva, N., Zuginisov, T., Abdullaev, I., Rakhmatullaev, A., Raina, A.K. Food preferences of the turkestan termite Anacanthotermes turkestanicus (Isoptera: Hodotermitidae) // Sociobiology. — 2007. — Т. 50, № 2. — С. 469—478.
- Khamraev, A.S., Kuchkarova, L.S., Ahmerov, R.N., Mirzaeva, G.C., Hanzafarova, N.V., Bland, J.M., Abullaev, I.I., Raina, A.K. Trail Following Activity in Extracts of Sternal Glands from Anacanthotermes turkestanicus (Isoptera: Hodotermitidae) // Sociobiology. — 2008. — Т. 51, № 3. — С. 685—696.